# Геноциди у историји (пре 1490)
Геноцид је намерно уништавање једног народа у целини или делимично. Термин је 1944. године сковао Рафаел Лемкин. Дефинисан је у члану 2 Конвенција о спречавању и кажњавању злочина геноцида (CPPCG) из 1948. године као „било који од следећих аката почињених са намером да се уништи, у целини или делимично, национална, етничка, расна или верска група као таква: убијање чланова групе; наношење тешких телесних или менталних повреда члановима групе; намерно подвргавање групе условима живота који су срачунати да доведу до њеног физичког уништења у целини или делимично; наметање мера намењених спречавању рађања унутар групе; [и] присилно премештање деце из групе у другу групу.”
Преамбула CPPCG наводи да је „геноцид злочин према међународном праву, супротан духу и циљевима Уједињених нација и осуђен од стране цивилизованог света”, и такође наводи да је „у свим периодима историје геноцид наносио велике губитке човечанству.” Геноцид се широко сматра оличењем људског зла, и назива се „злочином над злочинима”. Political Instability Task Force је проценио да се између 1956. и 2016. године догодило 43 геноцида, што је резултирало смрћу 50 милиона људи. UNHCR је проценио да је још 50 милиона људи расељено због таквих епизода насиља.

## Дефиниције геноцида
Дебата о томе шта правно чини геноцид и даље траје. Једна дефиниција је сваки сукоб који је Међународни кривични суд тако означио. Мохамед Хасан Какар тврди да би дефиниција требало да укључује политичке групе или било коју групу коју је починилац тако дефинисао. Он преферира дефиницију Франка Чока и Курта Јонасона, која дефинише геноцид као „облик једностраног масовног убијања у којем држава или друга власт намерава да уништи групу коју је починилац тако дефинисао.”
У литератури, неки научници су популарно наглашавали улогу коју је Совјетски Савез имао у искључивању политичких група из међународне дефиниције геноцида, која је садржана у Конвенцији о геноциду из 1948. године, а посебно су писали да се Јосиф Стаљин можда плашио већег међународног надзора над политичким убиствима која су се догађала у земљи, као што је Велика чистка; међутим, ова тврдња није подржана доказима. Совјетски став су делиле и подржавале многе различите земље, и такође је био у складу са оригиналном концепцијом Рафаела Лемкина, а првобитно га је промовисао Светски јеврејски конгрес.

## Историографија
Према канадском научнику Адаму Џоунсу, ако доминантна група људи има мало тога заједничког са маргинализованом групом људи, било је лако за доминантну групу да другу дефинише као подљудску. Као резултат тога, маргинализована група би могла бити означена као претња коју треба елиминисати. Џоунс наставља: „Тешкоћа је, како су Франк Чок и Курт Јонасон истакли у својој раној студији, у томе што су такви историјски записи који постоје двосмислени и непоуздани. Док се данас историја углавном пише са извесном верношћу 'објективним' чињеницама, већина претходних извештаја имала је за циљ да хвали патрона писца (обично вођу) и да нагласи супериорност сопствених богова и верских уверења.”
Чок и Јонасон су написали: „Историјски и антрополошки, народи су увек имали име за себе. У великом броју случајева, то име је значило 'народ' како би се власници тог имена одвојили од свих других народа који су на неки начин сматрани мање квалитетним. Ако су разлике између народа и неког другог друштва биле посебно велике у погледу религије, језика, обичаја, навика, и тако даље, онда су ти други виђени као мање од потпуно људских: пагани, дивљаци, или чак животиње.”

## Праисторија

### Геноцид над неандерталцима
Јарин Ески, криминолог на Слободном универзитету у Амстердаму, тврди да су „геноцидно насиље и масовна експлоатација можда дефинишуће карактеристике људског бића”, и такође описује како је наш таленат за убиство ставио тачку на постојање неандерталаца, и такође обојио сву каснију људску историју. Слично томе, Кванг Хјун Хо наглашава чињеницу да модерни људи поседују мутирани ген који је повезан са агресијом и, у комбинацији са фосилним доказима, поседовање тог гена од стране раних модерних људи доказује да су неандерталци убијени у актима насиља које су починили рани модерни људи. Прва особа која је објавила анализу неандерталца, француски палеонтолог Марселен Бул, такође је први претпоставио (1912. године) да су рани људи насилно заменили неандерталце. Посебно, веће племенске групе и пројектилно оружје требало је да дају модерним људима предност у насилним сукобима са неандерталцима и другим домородачким популацијама архаичних људи, што је омогућило раним модерним људима да истребе друге врсте хоминина док су се ширили из Африке. Овај став је у супротности са више подржаних ставова да је до изумирања неандерталаца дошло због догађаја као што су укрштање, инбридинг, болести и климатске промене. Археолог Хеле Ванкилде истиче како је траума која указује на међуљудско насиље присутна само у око 20 случајева скелетних остатака неандерталаца и хомо сапиенса у палеолиту.

### Геноциди поглаварстава
Историчар Макс Островски закључује да су поглаварства водила најгеноцидније ратове у људској историји и практиковала ову врсту ратовања широм света, где год је култура достигла ниво поглаварства. Свој закључак је засновао на антрополошким истраживањима и напомиње да је Томас Малтус прикупио многе извештаје о геноцидним ратовима поглаварстава.
Малтус сматра поглаварства прелазном фазом између независних племена и држава. За разлику од независних племена, поглаварства су акумулирала моћ након својих одлучујућих војних победа, али још нису научила да поробљавају своје поражене непријатеље. Стога, према Малтусу, поглаварства су их једноставно клала: „Њихов циљ рата није освајање, већ уништење... Међу Ирокезима, фраза којом изражавају своју одлучност да ратују против непријатеља је 'идемо да поједемо тај народ'.” Глагол „јести” има дословно значење. Канибализам поглаварстава појављује се у војно-геноцидном контексту који се назива „бес после битке”, а не глад. Имануел Кант је претпостављао да су ропство и империјализам појавили у каснијој, иако једнако дивљој, фази, када су народи научили „како да боље искористе своје поражене непријатеље него да их вечерају.” Џаред Дајмонд је понудио слично објашњење, тврдећи да је поробљавање поражених група могло бити уведено тек у напредној фази јер је захтевало храњење, чување и организовање робова за рад, а племенска друштва то нису могла, па су се одлучила да убију све поражене.
Островски је утврдио да се хипотеза о геноциду поглаварстава односи на Израелите из периода Судија (око 1150–1025. п.н.е.) када су формирали поглаварство (од дванаест племена): Када Израел победи хананске народе, традиција заповеда: „морате их посветити потпуном уништењу. Нећете склапати савез са њима нити им показивати милост” (Поновљени закони 7:1–2). Слично поглаварствима која су описана у добу великих открића, геноцид хебрејске забране био је тоталан, што значи да се проширио на жене, децу и домаће животиње (1. књига Самуилова 15:3). „[Не] смете оставити ништа што дише” (Поновљени закони 20:16). Библија претерује када тврди да је геноцид над хананским народима (Исус Навин 10:40–41, 11:21–23, 6:18–19) био тоталан, али, према Островском, „кад год је израелитско поглаварство победило, побеђени нису преживели.” С обзиром на обимне податке о ратовању на нивоу поглаварстава, он сматра историчност хананског геноцида веродостојном.
Научници су посветили велику пажњу хананском геноциду, а теолози су се трудили да објасне зашто је Мојсије наредио Израелитима да воде „геноцидно” освајање Ханана, а секуларни научник Ричард Докинс карактеризује Јахвеа као „геноцидног” и „крвожедног етничког чистача”. Геноциди почињени током периода Судија били су делимични геноциди, као што је уништење Мадијанаца од стране Израелита (Бројеви 31:7–18). Адам Џоунс напомиње да је овај масакр пример делимичног уништења и делимичне инкорпорације непријатељске етничке групе.
Војска Јулија Цезара водила је геноцидни рат против германских поглаварстава (Галски ратови 1:17). Annales Bertiniani су забележили утисак преживелих након напада поглаварства Викинга: „Дивље звери... убијају бебе, децу, младиће, старце, очеве, синове и мајке... Они руше, пљачкају, уништавају, пале, пустоше; злокобна кохорта, фатална фаланга, окрутна хорда.”

### Гендерциди
Научници античке историје разликују геноциде од гендерцида, у којима су групе људи освајане, а мушкарци који су припадали освојеним групама убијани, док су деца (посебно девојчице) и жене инкорпориране у освајачке групе. Џоунс напомиње: „Чок и Јонасон пружају широк избор историјских догађаја као што су корените пљачке Асирског царства у првој половини првог миленијума пре нове ере, и уништење Милоса од стране Атине током Пелопонеског рата (431–404. п.н.е.), гендерцидни поход описан од стране Тукидида у његовом 'Мелијски дијалог'.” Џоунс и Венди Лауер такође детаљно описују како су гендерциди уобичајена карактеристика у већем делу класичне литературе у западној традицији. Поред тога, Џоунс у чланку објављеном у Journal of Genocide Research 2000. године истиче да је родно специфично циљање мушкараца ради истребљења опстало кроз многе случајеве сукоба у 20. веку.

### Праисторијске Анде
У Cambridge World History of Genocide, антрополог и археолог Данијела Курин написала је да постоје археолошки докази о геноцидном насиљу у различитим временским тачкама у праисторијским Андама у Јужној Америци.

## Античка историја

### Уништење Картагине
Током Трећег пунског рата, град Картагина су три године (149–146. п.н.е.) опседале римске снаге. Када је град пробијен, Римљани су седам дана систематски уништавали град и убијали његове становнике. Бен Кирнан је разарање града и масакр његовог становништва означио као „први геноцид”. Кирнан истиче позиве на уништење Картагине пре трећег пунског рата, и ескалирајућу реторику током опсаде, при чему је Полибије у свом извештају са битке навео да су Картагињани „потпуно истребљени”.
Научници Бриџит Конли и Алекс де Вал, као и Лемкин, сматрали су да је уништење Картагине било геноцидно.

### Азијска вечерња
Године 88. п.н.е., краљ Митридат VI од Понта наредио је убиство свих Италика у Малој Азији, што је резултирало смрћу око 100.000 људи, углавном цивила. Број жртава чини га једним од најсмртоноснијих забележених геноцида у класичној антици. Ова акција је изазвала Римљане, што је довело до Првог митридатског рата.

### Кампање Јулија Цезара
Кампања Јулија Цезара против Тенктера и Усипета окарактерисана је као геноцид. Током Галских ратова, Цезар је известио да је спалио свако село и зграду коју је могао наћи на територији Ебурона, отерао сву стоку, а његови људи и звери су појели све жито које време јесење сезоне није уништило. Оставио је оне који су се сакрили, ако их је било, живе у нади да ће сви умрети од глади током зиме. Цезар је рекао да је желео да уништи Ебуроне, као и њихово име. Њихову земљу је убрзо заузело германско племе другачијег имена, Тунги. Међутим, извештај Тацита који наводи да су Тунги били првобитни Germani који су први прешли Рајну, и начин на који се то поклапа са Цезаровим описом Ебурона и њихових суседа, указује на могућност да су преживели под новим именом.
Међутим, историчар Johannes Heinrichs (2008) тврди да се геноцид над Ебуронима 53. п.н.е. није могао догодити како је Цезар тврдио. Ако је систематско уништавање инфраструктуре од стране римских снага имало за циљ да спречи локално становништво да поврати моћ, физичко истребљење се показало непрактичним. Доступна уточишта која су била тешко доступна римским легијама била су бројна: ниски планински ланац Ардена, мочваре и пустоши које су се налазиле према Менапијима, приобална острва, итд. Штавише, Цезаров други покушај да уништи племе две године касније доказ је да је заједница преживела, а њена очигледна способност да се регенерише навела је Цезара да верује да треба да покрене више напада на њих. Према Нико Ројмансу, њихов нестанак са политичке мапе могао је бити резултат „политике damnatio memoriae од стране римских власти, у комбинацији са конфискацијом ебуронске територије”. Велики део њиховог злата пао је у римске руке током поновљених римских напада на Ебуроне 53–51. п.н.е., а затим је претопљен и однет.

### Устанак Бар Кохбе
Устанак Бар Кохбе (מֶרֶד בַּר כּוֹכְבָא; Mered Bar Kokhba) био је побуна против Римског царства од стране Јевреја из римске провинције Јудеје, коју је предводио Симон бар Кохба. Вођен од око 132–136. н.е., био је последњи од три велика јеврејско-римска рата. Устанак је избио као резултат верских и политичких тензија које су постојале у Јудеји од краја неуспелог Првог устанка 66–73. н.е. Ове тензије су погоршане успостављањем великог римског војног присуства у Јудеји, променама у административном животу и економији, заједно са избијањем и гушењем јеврејских устанака од Месопотамије до Либије и Киренаике. Непосредни разлози изгледа да су изградња новог града, Елија Капитолина, на рушевинама Јерусалима и подизање храма Јупитеру на Храмовној гори. Црквени оци и рабинска литература наглашавају улогу Руфа, гувернера Јудеје, у изазивању устанка. Устанак Бар Кохбе резултирао је обимном депопулацијом јудејских заједница, више него током Првог јеврејско-римског рата 70. н.е. Према Касију Диону, 580.000 Јевреја је страдало у рату, а много више их је умрло од глади и болести. Поред тога, многи јудејски ратни заробљеници продати су у ропство. Јеврејске заједнице Јудеје су биле уништене до те мере да неки научници то описују као геноцид. Међутим, јеврејско становништво је остало снажно у другим деловима Палестине, напредујући у Галилеји, Голану, долини Бет Шеан и на источним, јужним и западним рубовима Јудеје. Римски губици су такође сматрани тешким—XXII Deiotariana је расформирана након озбиљних губитака. Поред тога, неки историчари тврде да је распуштање IX Hispana средином 2. века могло бити резултат овог рата. У покушају да избрише било какво сећање на Јудеју или древни Израел, цар Хадријан је избрисао име са мапе и заменио га са Сирија Палестина.

### Јие и Ву Ху
Династија Каснији Џао (319–351) била је држава коју је предводио народ Јие, а која је владала већим делом северне Кине током периода Шеснаест краљевстава у четвртом веку нове ере. У то време, северна Кина је била дом многих не-ханских кинеских племена, заједнички познатих у историографији као Ву Ху или „Пет варвара”, од којих су Јие били једни. У својим последњим годинама, Каснији Џао је пао у грађански рат између чланова царске породице око престола. Један моћан члан, Ши Мин (касније познат као Жан Мин), био је усвојени Хан Кинез, и 350. године је преузео контролу над царем и престоницом, Је, путем државног удара.
Након што је преживео више покушаја атентата, Ши Мин је закључио да више не може веровати народу Јие и другим не-ханским народима под својом командом. Крајем 350. године, издао је наредбу да се убију сви Јие или централни Азијати пронађени у граду Је, награђујући сваког Хан Кинеза за убиство било којег Јие или „варварског” човека којег пронађу. Ши Мин је лично предводио своју војску у масакру над племенима у престоници, док је наређивао својим генералима да прочисте своје војске од припадника племена. Јие су били етничка група која је поседовала расне карактеристике које су укључивале високе носне мостове и густе браде, и као резултат тога, били су лако идентификовани и убијени. Међутим, многи од убијених били су и погрешно идентификовани Хан Кинези. Укупно, наводно је масакрирано 200.000 њих. Историчари Дејвид Граф и Викторија Тин-Бор Хуи описују акције Ши Мина као „геноцидну кампању”, заједно са историчарем Стивеном Л. Џејкобсом који то такође сматра примером геноцида.

### Зандака
Зиндик (زنديق) или Зандик (𐭦𐭭𐭣𐭩𐭪) се у почетку користило за негативно означавање следбеника манихејске религије у Сасанидском царству. Међутим, до времена 8. века и Абасидског калифата, значење речи зиндик и придева зандака се проширило и могло је лабаво означавати многе ствари: гностичке дуалисте као и следбенике манихејства, агностике и атеисте. Међутим, многи од оних који су прогоњени због тога што су били зандака под Абасидима тврдили су да су муслимани, а када се то примењивало на муслимане, оптужба је била да оптужени тајно гаји манихејска уверења. „Доказ за такву оптужбу тражио се, ако уопште, у неком знаку дуализма, или ако је тај појединац отворено кршио исламска веровања или праксе.” Тако су одређени муслимански песници из раног абасидског доба могли бити оптужени да су зандака исто колико и стварни манихејац.
Оптужба да је неко зандака била је озбиљна и могла је оптуженог коштати живота. Историја тог времена наводи да је калиф „Просипач” Ас-Сафах рекао: „толеранција је хвале вредна, осим у стварима које су опасне по верско уверење, или стварима које су опасне по достојанство суверена.” Трећи абасидски калиф, Ал-Махди, наредио је састављање полемичких дела која су требало да се користе за побијање уверења слободоумних мислилаца и других јеретика, и годинама је покушавао да их потпуно истреби, ловећи их и истребљујући слободоумне мислиоце у великом броју, осуђујући на смрт свакога ко је само био осумњичен да је зиндик. Ал-Махдијеви наследници, калифи ал-Хади и Харун ел Рашид, наставили су погроме, иако су се они одвијали са смањеним интензитетом током владавине потоњег и касније их је он окончао. Заузврат, ова политика је утицала на политику Михне ал-Мамуна која је циљала оне муслиманске верске учењаке и званичнике који су одбијали да прихвате доктрину о створеној природи Курана.

## Средњи век

### Анцестрални Пуеблоанци
Студија из 2010. године сугерише да је група Ансазија на америчком југозападу убијена у геноциду који се догодио око 800. године нове ере.

### Пљачкање Севера
Пљачкање Севера била је серија војних кампања које је водио Вилијам Освајач у зиму 1069–1070. године како би покорио северну Енглеску, где је присуство последњег претендента из династије Весекс, Едгар Етелинг, подстакло англосаксонске нортумбријске, англо-скандинавске и данске побуне. Вилијамову стратегију, спроведену током зиме 1069–70 (Божић 1069. провео је у Јорку), Вилијам Е. Капеле и неки други модерни научници описали су као чин геноцида. Средњовековни историчар Ц. П. Луис детаљно описује како је консензус о Пљачкању Севера да је то био посебно суров ток акције и да „модерно етикетирање обично не заостаје много за геноцидом.” Луис такође истиче како ограничења доступних доказа значе да је тешко проценити да ли Пљачкање Севера испуњава било који од оквира геноцида.

### Средњовековни антијеврејски масакри
Од 11. до 16. века, почињено је стотине масакара над јеврејским заједницама у Европи. Историчарка Маја Сојфер Ајриш детаљно описује како ови погроми испуњавају критеријуме „геноцидних масакара” које су развили научници за геноцид Лео Купер и Бен Кирнан.

### Истребљење катара у 13. веку
Катарски крсташки рат (1209–1229) био је двадесетогодишња војна кампања коју је Папа Иноћентије III покренуо да би елиминисао катаризам у Лангдоку, у јужној Француској. Крсташки рат је првенствено водила француска круна и убрзо је добио политички карактер. Резултирао је значајним смањењем броја практикујућих катара и преуредио је грофовију Тулуз у Лангдоку, доводећи је у сферу француске круне и умањујући изразиту регионалну културу и висок ниво утицаја грофова од Барселоне.
Рафаел Лемкин, који је сковао реч „геноцид” у 20. веку, назвао је Катарски крсташки рат „једним од најконачнијих случајева геноцида у религијској историји”. Марк Грегори Пег је написао да је „Катарски крсташки рат увео геноцид на Запад повезујући божанско спасење са масовним убиством, чинећи покољ актом љубави као и Његову жртву на крсту.” Роберт Е. Лернер тврди да је Пегова класификација Катарског крсташког рата као геноцида неприкладна, на основу тога што је „проглашен против неверника... а не против 'рода' или народа; они који су се придружили крсташком рату нису имали намеру да униште становништво јужне Француске... Ако Пег жели да повеже Катарски крсташки рат са модерним етничким покољем, па—речи ме издају (као и њега).”
Лоренс Марвин није толико одбацивајући као Лернер у вези са Пеговом тврдњом да је Катарски крсташки рат био геноцид. Међутим, он оспорава Пегов аргумент да је Катарски крсташки рат представљао важан историјски преседан за касније геноциде, укључујући Холокауст.
Курт Јонасон и Карин Солвејг Бјернсон описују Катарски крсташки рат као „први идеолошки геноцид”. Курт Јонасон и Франк Чок, који су заједно основали Montreal Institute for Genocide and Human Rights Studies, укључују детаљну студију случаја Катарског крсташког рата у свом уџбенику о студијама геноцида The History and Sociology of Genocide: Analyses and Case Studies, аутора Џозефа Р. Стрејера и Малис Рутвен.
Године 2023, Пег у Cambridge World History of Genocide истиче како су од његовог рада из 2008. године разни други научници из различитих дисциплинарних позадина закључили да је Катарски крсташки рат био геноцидне природе.

### Монголско царство
Цитирајући Ерика Марголиса, Џоунс тврди да су у 13. веку монголске војске под Џингис-каном биле геноцидни убице познати по искорењивању читавих нација. Он је наредио истребљење Татарских Монгола и свих Канкали мушкараца у Бухари који су били „виши од точка” користећи технику звану мерење према осовиници точка. На крају, половину монголских племена је истребио Џингис-кан. Розана Клас је назвала монголску владавину над Авганистаном „геноцидом”. Процењено је да је око 11% светске популације убијено било током или непосредно након турко-монголских инвазија (око 37,75 – 60 милиона људи је убијено током геноцида почињеног у Евроазији, од чега је најмање 35 милиона људи убијено у Кини). Ако су ови прорачуни тачни, ови догађаји би представљали најсмртоносније акте масовног убијања у људској историји.
Друга кампања против Западне Сја, последња војна акција коју је предводио Џингис-кан, јер је током ње умро, укључивала је намерно и систематско уништавање градова и културе Западне Сја. Према Џону Мену, због ове политике потпуног уништења, Западна Сја је мало позната било коме осим стручњацима у тој области, јер постоји врло мало записа о постојању тог друштва. Он наводи да „постоји аргумент да је ово био први икада забележен пример покушаја геноцида. Свакако је био врло успешан етноцид.”
Историчар и специјалиста за монголско царство, Тимоти Меј, детаљно описује како су научници за геноцид били подељени по питању да ли би монголска освајања требало сматрати случајем геноцида. Он затим тврди да, иако су Монголи често користили масакре као ратно средство током својих освајања, могли би се описати као геноцидни само у неким случајевима. Две монголске војне кампање које се могу сматрати геноцидним су масакр Тангута у Џонгсингу и масакр Низаритских Исмаилита.

### Тамерлан
Слично томе, екстремна бруталност турко-монголског освајача Тамерлана била је добро документована, а његова освајања су била праћена геноцидним масакрима. Вилијам Рубинштајн је написао: „У Асирији (1393–4)—Тамерлан је свуда стизао—убио је све хришћане које је могао наћи, укључујући све у, тада, хришћанском граду Тикриту, чиме је практично уништио Асирску цркву Истока. Међутим, непристрасно, Тамерлан је такође клао шиитске муслимане, Јевреје и пагане.”

### Монголи у Делхијском султанату
Године 1311, владар Делхијског султаната Алаудин Хилџи наредио је масакр „Нових муслимана” (Монголи који су се недавно преобратили у ислам), након што су неки монголски амири из Делхија сковали заверу да га убију. Према хроничару Зијаудину Баранију, 20.000 или 30.000 Монгола је убијено као резултат ове наредбе.

### Гванчи
Освајање Канарских острва од стране круне Кастиље одвијало се између 1402. и 1496. године. Првобитно су га спроводили нормански аристократи у име кастиљског племства у замену за савез верности круни, а процес је касније спровела сама шпанска круна током владавине католичких краљева. Неки историчари су освајање означили као геноцидно по природи због бруталног третмана домородачких Гванча са острва, што је допринело њиховом изумирању као посебне групе. Историчар es написао је 1978. године да је освајање острва представљало геноцид. Историчар Данијеле Конверси смешта освајање Канарских острва у историју колонијалних и империјалних геноцида. Научник за геноцид Марк Левен изјавио је да, иако није постојала намера кастиљске круне да почини геноцид, резултат њиховог освајања био је исти као да су намеравали да почине геноцид. Историчар и специјалиста за студије геноцида Мохамед Адикари објавио је 2017. године чланак у којем анализира досељеничку колонијалну историју Канарских острва као случај геноцида, наводећи да су Канарска острва била поприште „првог европског досељеничког колонијалног геноцида у иностранству”, и да су масовно убијање и поробљавање домородаца, заједно са присилном депортацијом, сексуалним насиљем и конфискацијом земље и деце, представљали покушај да се „у целини уништи” народ Гванча. Тактике коришћене на Канарским острвима у 15. веку послужиле су као модел за иберијску колонизацију Америка.